# Seleção Guinéu-Equatoriana de Futebol
A Seleção Guinéu-Equatoriana de Futebol representa a Guiné Equatorial nas competições de futebol da FIFA. É filiada à FIFA, à CAF e à UNIFFAC.

## Trajetória
A Seleção da Guiné Equatorial realizou sua primeira partida oficial em maio de 1975, contra a China, com vitória dos asiáticos por 6 a 2.
Sua maior vitória foi um 3 a 0 sobre a República Centro-Africana, em partida realizada em Malabo, capital do país. A maior derrota da Nzalang Nacional foi um 6 a 0 aplicado pela Seleção do Congo.
O auge da seleção viria a partir de 2012, quando participou pela primeira vez de uma Copa Africana de Nações, sediando a competição juntamente com o Gabão. Treinada pelo brasileiro Gilson Paulo e com 21 jogadores estrangeiros (o goleiro-reserva Felipe Ovono e o lateral-direito Colin eram os únicos nativos do elenco), a Guiné Equatorial fez boa campanha, parando apenas nas quartas-de-final. Em 2013, a Guiné Equatorial levou uma punição pelo uso irregular do atacante Emilio Nsue (maior artilheiro da seleção, com 11 gols) na partida contra Cabo Verde pelas eliminatórias africanas da Copa de 2014.
Voltaria a disputar o torneio em 2015, agora como sede única em substituição ao Marrocos, que desistiu em decorrência do surto de Ébola que atingia países da África Ocidental. Com 5 jogadores nascidos em território guinéu-equatoriano (o goleiro Ovono, o zagueiro e Diosdado Mbele, o lateral-direito Miguel Ángel Mayé e os atacantes Rubén Darío e Kike Boula), a Nzalang fez sua melhor campanha na CAN ao chegar até a semifinal, embora tivesse sido beneficiada por erros de arbitragem, tendo inclusive um pênalti irregular a seu favor contra a Tunísia, que criticou as decisões do árbitro mauriciano Rajindraparsad Seechurn..
Após chegar a ficar em 49º no ranking da FIFA, a seleção enfrentou críticas de outras equipes no caso das naturalizações de jogadores e entrou em declínio, caindo para a 144ª posição - ainda assim, longe do 195º obtido em dezembro de 1998.

## Estádio

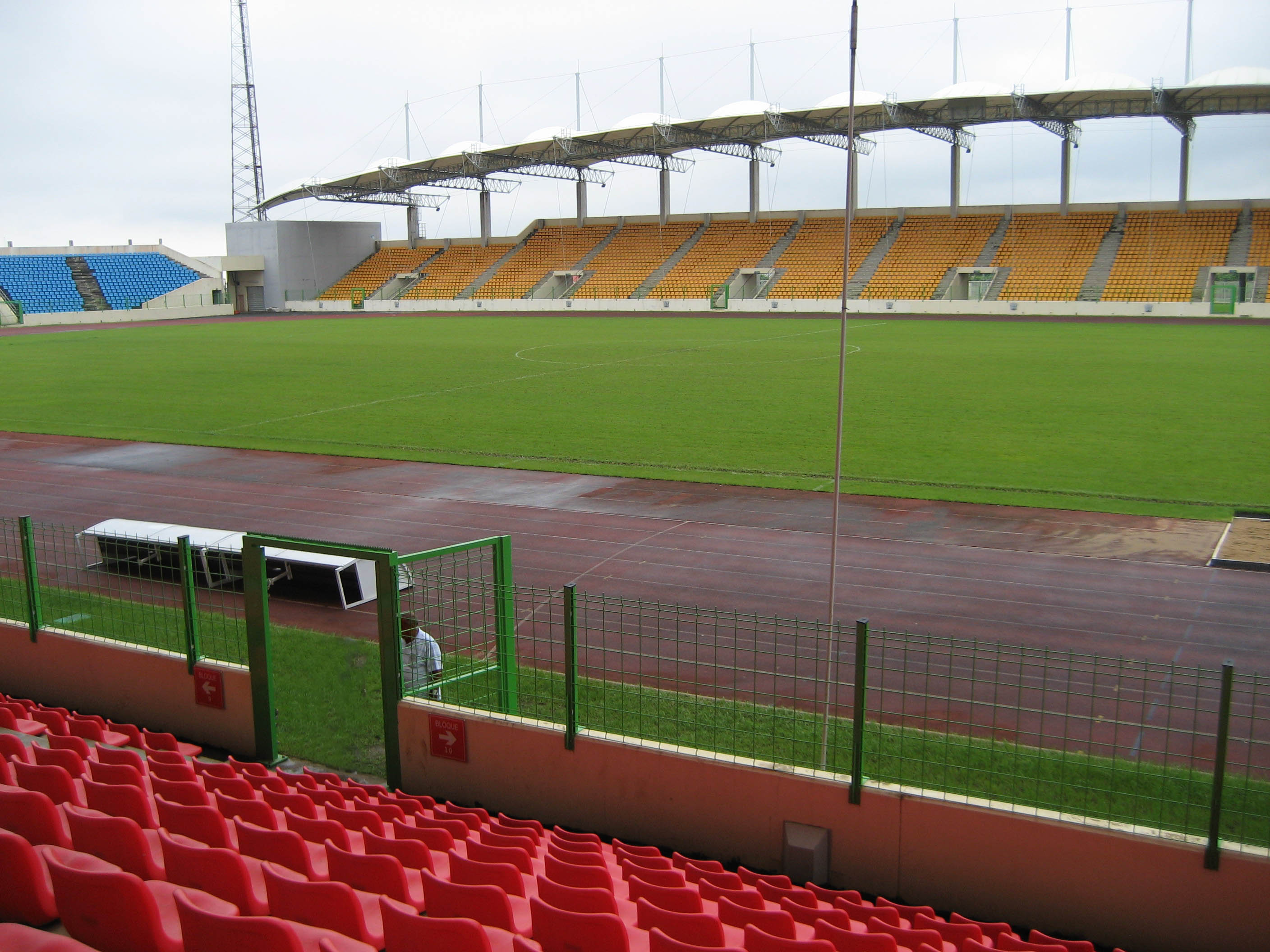
Nuevo Estadio de Malabo, onde a Guiné Equatorial manda os seus jogos.

A seleção da Guiné Equatorial realiza os seus jogos como mandante no Nuevo Estadio de Malabo, principal praça esportiva do país, cuja capacidade é de 15.250 lugares.

## Polêmica das naturalizações
Nos últimos anos, a Guiné Equatorial virou notícia por conta da naturalização de jogadores de outras nacionalidades, que não possuem relação com o país. Em 2009, o jornalista sul-africano Mark Gleeson escreveu que a prática atrapalhava a credibilidade do futebol africano.
Em 2005, um pedido de Ruslan Obiang Nsue, filho do presidente Teodoro Obiang, ao treinador brasileiro Antônio Dumas fez com que ele convocasse jogadores brasileiros para representar o país, apesar das críticas de outros à FIFA e à CAF, que faziam "vista grossa" da situação.
Além de brasileiros, a Guiné Equatorial recrutou jogadores colombianos, burquineses, camaroneses, ganeses, marfinenses, liberianos, malineses, nigerianos, senegaleses e cabo-verdianos, uma vez que poucos atletas de origem puramente guinéu-equatoriana atuam na Nzalang Nacional.
Esta controvérsia naturalmente não afeta aqueles que vem da Espanha porque, como antiga metrópole da Guiné Equatorial, foi o principal destino para os guinéu-equatorianos que fugiram de sua terra natal desde que se tornou uma ditadura, tendo lá os seus filhos. Sendo assim uma situação semelhante dos "franceses" que atuam para suas respetivas seleções africanas francófonas ou os "portugueses" que atuam para suas respetivas seleções africanas lusófonas.

## Treinadores
| - Manuel Sanchís Martínez (1980) - Julio Raúl González (1989–90) - Pedro-Mabale Fuga Afang (199?–1998) - Jesús Martín Dorta (1999) - Jean-Jacques Dortas (1999) - Raúl Eduardo Rodríguez (2000) - Juan Carlos Bueriberi Echuaca (2000–200?) - Francisco Nsi Nchama (2002) | - Jesús Martín Dorta (2003) - Óscar Engonga (2003) - Adel Amrouche (2004) - Antônio Dumas (2004–2006) - Quique Setién (2006) - Jordan de Freitas (2007–2008) - Vicente Engonga (2008–2009) - Carlos Diarte (2009–2010) | - Casto Nopo (2010, interino) - Henri Michel (2010) - Casto Nopo (2011, interino) - Gilson Paulo (2012) - Andoni Goikoetxea (2013–2014) - Esteban Becker (2015–2017) - Casto Nopo (2017, interino) - Franck Dumas (2017-2018) | - Rodolfo Bodipo (2017–2018) - Casto Nopo (2018, interino) - Ángel López (2018–2019) - Casto Nopo (2019, interino) - Antonio Pancho (2019) - Felipe Esono (2019) - Dani Guindos (2019) - Sébastien Migné (2019–2020) - Rodolfo Bodipo (2020) - Juan Micha e Casto Nopo (2020–) |